# Baron Morrison

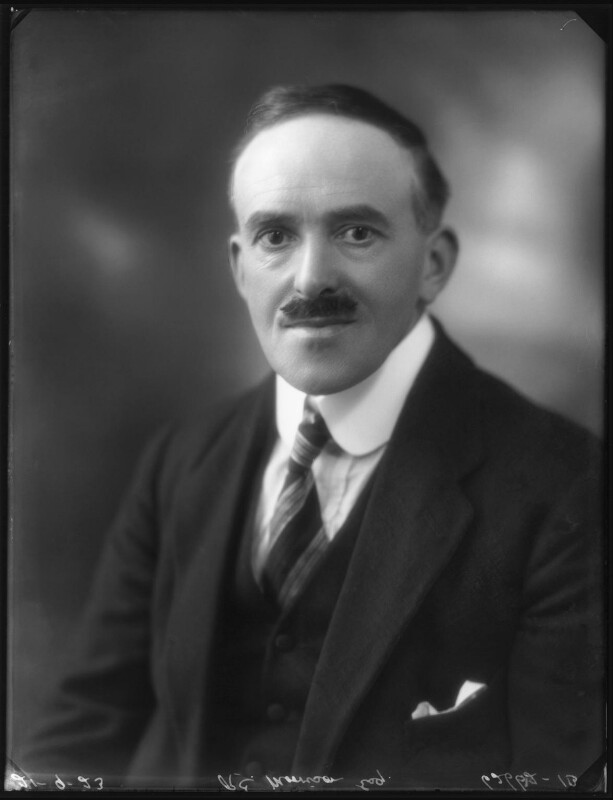
Robert Morrison, 1. Baron Morrison

Baron Morrison, of Tottenham in the County of Middlesex, war ein erblicher britischer Adelstitel in der Peerage of the United Kingdom.

## Verleihung und Erlöschen
Der Titel wurde am 16. November 1945 für den Labour-Politiker Robert Morrison geschaffen.
Der Titel erlosch beim Tod seines Sohnes, des 2. Barons, am 29. Oktober 1997.

## Liste der Barone Morrison (1945)
- Robert Craigmyle Morrison, 1. Baron Morrison (1881–1953)
- Dennis Glossop Morrison, 2. Baron Morrison (1914–1997)